# 1569 en arts plastiques
| Années des arts plastiques : 1566 - 1567 - 1568 - 1569 - 1570 - 1571 - 1572    |
| Décennies des arts plastiques : 1530 - 1540 - 1550 - 1560 - 1570 - 1580 - 1590 |

Cette page concerne l'année 1569 en arts plastiques.

## Œuvres
- La Tempête de Joos de Momper le Jeune (d'abord attribué à Brueghel).

## Naissances
- 22 janvier : Lucio Massari, peintre italien de l'école bolonaise († 3 novembre 1633),
- 22 décembre : Étienne Martellange, frère jésuite, architecte et peintre français († 3 octobre 1641),
- Date précise inconnue ou non renseignée :
  - Carlo Bononi, peintre du classicisme italien de l'école de Ferrare finissante († 1630).
- Vers 1569 :
  - Aurelio Bonelli, compositeur, organiste et peintre italien († vers 1620),
  - Geronima Parasole, graveuse sur bois italienne († en 1622),
  - Frans Pourbus le Jeune, peintre brabançon († 19 février 1622).

## Décès
- 9 septembre : Pieter Brueghel l'Ancien, peintre flamand (° vers 1525),
- ? :
  - Guillaume Mahue, peintre flamand (° 1517),
  - Girolamo Mazzola Bedoli, architecte et peintre maniériste italien (° 1500),
  - Tosa Mitsumoto, peintre japonais (° 1530),
  - Nicoletto de Modène, sculpteur, graveur et peintre italien (° 1490).